# Багратиони, Юлон
Юлон Ираклиевич Багратиони (груз. იულონი, 4 июня 1760 — 23 октября 1816) — грузинский царевич из династии Багратионов. Претендент на картли-кахетинский престол в 1800—1804 годах.

## Биография
Сын картли-кахетинского царя Ираклия II от третьего брака с Дареджан Дадиани. Родился в царском замке Телави.

## Ранние годы
В сентябре 1787 года царевич Юлон вместе с князем Орбелиани командовал 4-тысячным вспомогательным грузинским корпусом, который Ираклий отправил против своего бывшего союзника, карабахского хана Ибрагима Халил-хана.
В 1790 году Ираклий II ликвидировал Ксанское эриставство, разделив его на три части. Юлон получил часть княжества, а другие части были предоставлены его племянникам Иоанну и Баграту, сыновьям наследного принца Георгия.
В 1791 году по настоянию царицы Дареджан Ираклий II написал завещание, согласно которому царский престол будет переходить не к сыновьям царя, а к его братьям, следующим по старшинству. Таким образом, Юлон становился вторым в линии наследования после своего старшего брата, наследного принца Георгия.
В 1795 году во время нашествия иранского шаха Ага Мухаммеда-шаха Каджара в Грузию царевич Юлон находился в Гори и не принимал участия в военных действиях против персов.
В 1798 году после смерти престарелого Ираклия II на царский престол вступил его старший болезненный сын Георгий XII. Он отменил новое наследственное право и добился от российского императора Павла I Петровича признания его старшего сына Давида наследником царского престола (апрель 1799). Это вызвало недовольство царевича Юлона и его младших братьев Вахтанга, Александра и Фарнаваза. Часть грузинской знати поддержала права Юлона Ираклиевича на царский трон.

## Борьба за власть
В июле 1800 года Картли-Кахетинское царство столкнулось с угрозой гражданской войны. Царевичи Юлон, Вахтанг и Фарнаваз блокировали дороги к Тбилиси и пытались освободить свою мать, вдовствующую царицу Дареджан, которая по приказу Георгия XII находилась в заключении в своём дворце в Авлабари. Русское правительство отправило в Тбилиси на поддержку Георгия XII войска под командованием генерал-майора Василия Гулякова.
В декабре 1800 года, после смерти болезненного Георгия XII, царский престол занял его старший сын Давид XII. Этот акт не получил признания с стороны Российской империи.  
В соответствии с завещанием Ираклия претендентом на грузинский трон выступил царевич Юлон Ираклиевич. Юлон, его мать Дареджан и младшие братья отказались признавать Давида законным правителем царства. Сторонники Юлона провозгласили новым царем своего лидера и стали занимать ключевые крепости в государстве.
Ещё весной 1801 года в Тбилиси вступил русский корпус под командованием генерала Карла Фёдоровича Кнорринга. К. Ф. Кнорринг отстранил от власти царя Давида XII и создал временное правительство во главе с генералом И. П. Лазаревым. Русские власти потребовали, чтобы все члены царской династии собрались в Тбилиси.
В сентябре 1801 года российский царь Александр I Павлович издал манифест, в котором объявлялось о ликвидации Картли-Кахетинского царства и включении его территории в состав Российской империи.
В апреле 1801 года царевич Юлон вместе с младшим братом Фарнавазом бежал из Тбилиси в Западную Грузию, во владения своего родственника, имеретинского царя Соломона II, поддерживавшего претензии Юлона на картли-кахетинский трон. Юлон также имел связь с другим братом Александром, который бежал в Дагестан.
В июне 1802 года персидский шах Фетх Али-шах Каджар признал Юлона царем Грузии и потребовал от царя Имеретии Соломона II оказать ему помощь.

## Выступления в Кахети в1802 году
В июле 1802 года в Кахети, в окрестностях Келменчаури, собрались князья и жители Кизики, численностью около нескольких тысяч человек. Активными участниками выступления были царевичи Вахтанг Ираклиевич и Теймураз Георгиевич. На собрании присутствовали князья: Андроникашвили, Вачнадзе, Джандиери, Кобулашвили и Чавчавадзе. Согласно разработанному плану, царь Имеретии Соломон II, хан Гянджи, ахалцихский паша и лезгины должны были предпринять совместный поход против русских войск, расположенных в Картли-Кахети и в случае победы возвести на царский престол Юлона Ираклиевича.
Российские власти отправили в Келменчаури войска, но кизикцы разбили русский батальон.
Собравшиеся поклялись в верности Юлону Ираклиевичу и решили обратиться к российскому императору с петицией. Кахетинские князья выражали недовольство манифестом от 12 сентября 1801 года и настаивали на восстановлении Картли-Кахетинского царства.
Российские власти отказались исполнять требование кахетинской знати. Была усилена охрана Тбилиси, в Кахети были отправлены дополнительные военные отряды. Все горные переходы из Имеретии в Картли были заняты русскими пикетами. Царевичи Юлон и Фарнаваз, укрывавшиеся в Имеретии, не смогли собрать достаточно войска, чтобы вернуться в Кахетию. В этой ситуации кахетинские князья сочли бессмысленным сопротивляться русским войскам и распустили собравшийся в Келменчаури народ. Царевич Александр, укрывавшийся в Джаро-Белоканской области, не решился вступать в Кахети. Российские власти арестовали мятежных тавадов и доставили их в Тбилиси. Здесь они были помилованы, но принуждены принести клятву верности российскому императору.

## Восстание в Картли1804 года
В мае 1804 года грузинские горцы подняли восстание против русского владычества.
Восстание вскоре охватило всю горную Картли. К восставшим присоединились жители ущелий Гудамакари, Чартли, Хандо, а также пшавы, хевсуры. Восставшие ставили целью восстановление царской династии Багратионов. Они направили делегацию в Имеретию, предлагая царевичам Юлону и Фарнавазу Ираклиевичам прибыть в Грузию и возглавить движение. Братья отправились в Грузию, где к ним примкнула часть картлийских князей. Русские поспешили закрыть ведущие к Арагвскому ущелью пути. Царевичи Юлон и Фарнаваз не смогли соединиться с восставшими и намеревались возвратиться в Имеретию.
Недалеко от Сурами русско-грузинский отряд неожиданно напал на царевичей. 24 июня 1804 года в короткой схватке царевич Юлон едва не погиб и был схвачен, а его сыну Леону и брату Фарнавазу удалось бежать в Иран и оттуда добраться до Кахети. С помощью кахетских тавадов и азнауров Фарнаваз собрал войско и присоединился к восставшим. Пленённый царевич Юлон под конвоем был доставлен в Тбилиси.
4 апреля 1805 года вместе с семьёй был вывезен из Грузии вглубь России. Его поселили в Туле. Тульский губернатор Н. П. Иванов получил секретное письмо от царя Александра I, который приказывал еженедельной информировать его о проживании Юлона.
Позднее Юлон получил от российского императора разрешение поселиться в Санкт-Петербурге. Его последние годы были омрачены известием об участии его старшего сына Леона в осетинском восстании 1810 года. Юлон безуспешно убеждал сына сдаться русским властям. В 1812 году Леон Юлонович был убит лезгинами.
В 1816 году Юлон скончался от инсульта. Был похоронен в Александро-Невской лавре.

## Семья
В 1785 году женился на Саломее (1766—1827), дочери князя Реваза Амилахвари. В браке супруги имели 5 сыновей и 4 дочерей, из которых только четверо детей достигли зрелости:
- Князь Леон (1786—1812)
- Князь Луарсаб (1789—1850)
- Княжна Тамара (1791—1857)
- Князь Дмитрий (1803—1845)